# Xã Franklin, Quận Fillmore, Nebraska
Xã Franklin (tiếng Anh: Franklin Township) là một xã thuộc quận Fillmore, tiểu bang Nebraska, Hoa Kỳ. Năm 2010, dân số của xã này là 211 người.